# Xã Bryan, Quận Stone, Arkansas
Xã Bryan (tiếng Anh: Bryan Township) là một xã thuộc quận Stone, tiểu bang Arkansas, Hoa Kỳ. Năm 2010, dân số của xã này là 324 người.